# Щерьо Юнана
Щерьо Канаксов, известен като Щерьо Юна̀на и Щерю Влаха, е български революционер от арумънски произход, гевгелийски войвода на Вътрешната македоно-одринска революционна организация.

## Биография
Роден е в арумънското село в Паяк планина Ливада, тогава в Османската империя. Влиза във ВМОРО и става четник, а по-късно десетар при Апостол войвода (към 1902 година), който действа в Ениджевардарско. През 1906 година е изпратен от Апостол Петков за войвода във влашкото село Ливада, което след Илинденско-Преображенското въстание се разпокъсва между румънската и гръцката пропаганда в Македония, а войводите Нешо Ливадски и Тано Джамбаза се оказват негодни за революционна дейност. Щерьо Юнана ръководи 10 членна чета само от власи, но постепенно и той изпада в сепаратизъм, заради което Апостол Петков го обезоръжава и праща в Свободна България.
| Чета на Щерьо Юнана, 4 октомври 1907 година | Чета на Щерьо Юнана, 4 октомври 1907 година | Чета на Щерьо Юнана, 4 октомври 1907 година | Чета на Щерьо Юнана, 4 октомври 1907 година | Чета на Щерьо Юнана, 4 октомври 1907 година    |
| Номер                                       | Име                                         | Селище                                      | Околия                                      | Забележка                                      |
| ------------------------------------------- | ------------------------------------------- | ------------------------------------------- | ------------------------------------------- | ---------------------------------------------- |
| 1.                                          | Щерю Канаксов                               | Ливада                                      | Гевгелийска                                 | 30 години                                      |
| 2.                                          | Никола Минималчев                           | Велес                                       |                                             | 21 години, убит при село Опила                 |
| 3.                                          | Ангел Димитров                              | Кюстендил                                   |                                             | 19 години                                      |
| 4.                                          | Миле Динев                                  | Енидже Вардар                               |                                             | 18 години, убит при село Опила                 |
| 5.                                          | Лазар Стоянов                               | Храсна                                      | Мелнишка                                    | 21 години                                      |
| 6.                                          | Силян Николов                               | Сливен                                      |                                             | 19 години                                      |
| 7.                                          | Иван Георгиев                               | Кариоца                                     | Ениджевардарска                             | 20 години                                      |
| 8.                                          | Рачо Гаврилов                               | Габрово                                     |                                             | 26 години                                      |
| 9.                                          | Митре Николов                               | Ливада                                      | Гевгелийска                                 | 30 години, ранен на 9 ноември 1907 г.          |
| 10.                                         | Георги Костов                               | Ливада                                      | Гевгелийска                                 | 20 години, убит на 3 ноември 1907 г. при Опила |
| 11.                                         | Иван Георгиев Политика                      | Петгаз                                      | Ениджевардарска                             | 35 години                                      |
| 12.                                         | Тодор Димитров                              | Дерекьой                                    | Малкотърновска                              | 21 години                                      |
| 13.                                         | Харалампи Атанасов                          | Кюстендил                                   |                                             | 19 години, завръща се от границата             |

През 1907 година е преместен от Задгранично представителство на ВМОРО за районен войвода в Кривопаланечко с чета от 13 души. Тогава негов четник е Христо Димитров - Бегчето. През ноември 1907 година с цялата си чета е обграден в село Опила и всички загиват в подпалената от турците къща.